# シンガポールの地理
シンガポールは、東南アジアにある非常に小さな都市国家で、マレー半島の先端、マレーシアとインドネシアの間に位置している。総面積は724.2k㎡。
国土は、本土とその他の島々から構成される。本土のシンガポール島は、東西50km、南北27kmで、193kmの海岸線をもつ。この数字は、2.515mの最高水位標に基づくものである。また、排他的経済水域の広さは、1,067k㎡である。
インドネシアとはシンガポール海峡、マレーシアとはジョホール海峡で隔てられている。

## 地勢

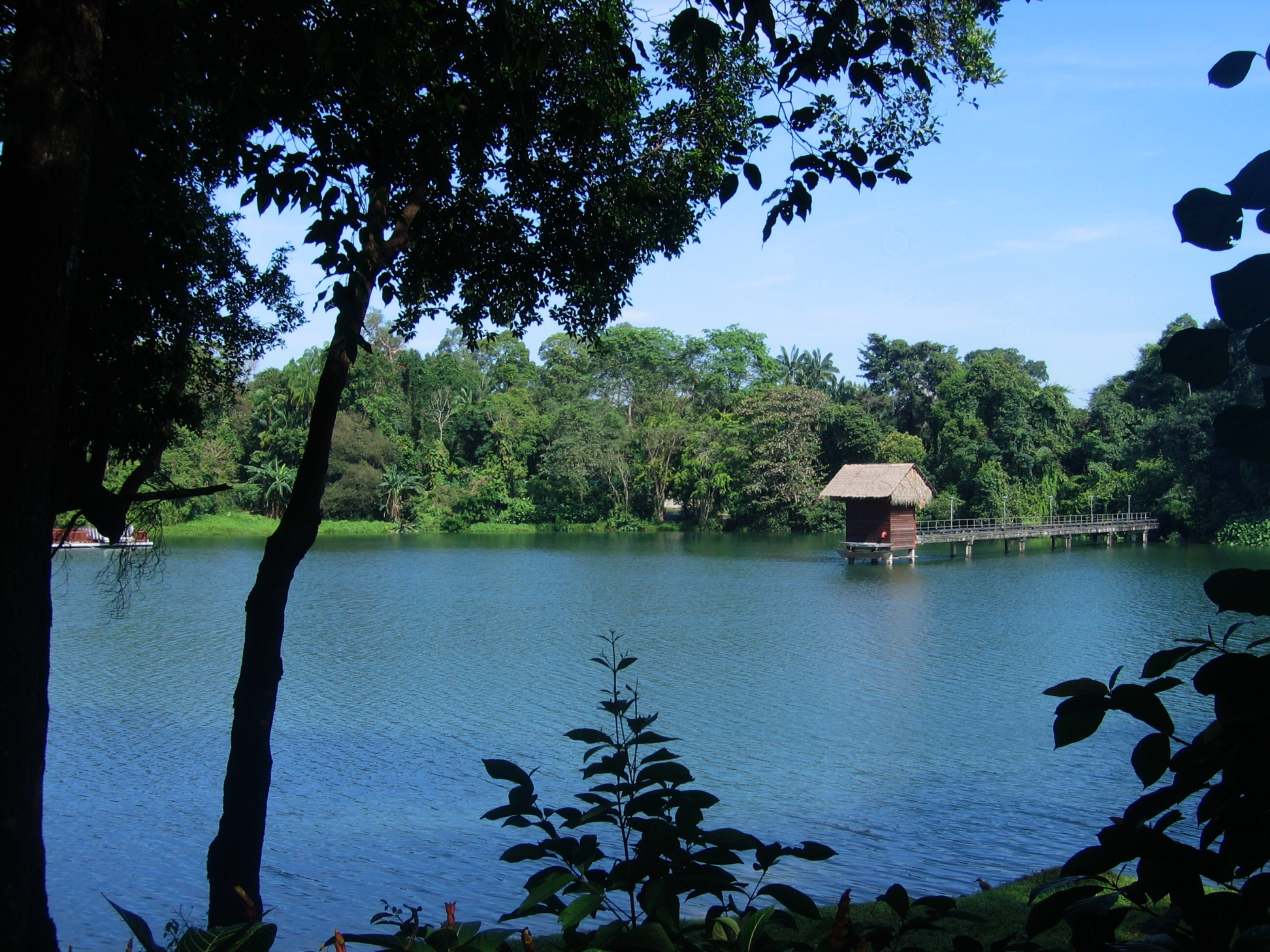
アッパー・セレター貯水池

シンガポールの国土は菱形のシンガポール島が中心であるが、周囲の小さな島々も含まれている。本土から最も離れているのはペドラ・ブランカ島。また、本土を除く島は、大きい順にジュロン島、テコン島、ウビン島、セントーサ島と続く。
国土の大部分は、海抜15mに満たない低地である。最高地点は火成岩や花崗岩から成るブキッ・ティマで、標高は165m。北西部には堆積岩の丘や谷が広がり、東部は平坦な砂地である。国内には天然の湖沼は存在しないが、貯水池や集水域が建設されており、水源として淡水を貯めている。
シンガポールでは、自国の丘陵や海底、近隣国から得た土砂を使って、土地の埋め立てが行われてきた。その結果、1960年代には581.5k㎡であった国土面積が、現在では725.7k㎡に拡大している。今後も干拓や海面上昇対策の堰が建設される予定で、さらに面積は増加する見込みである。

## 気候

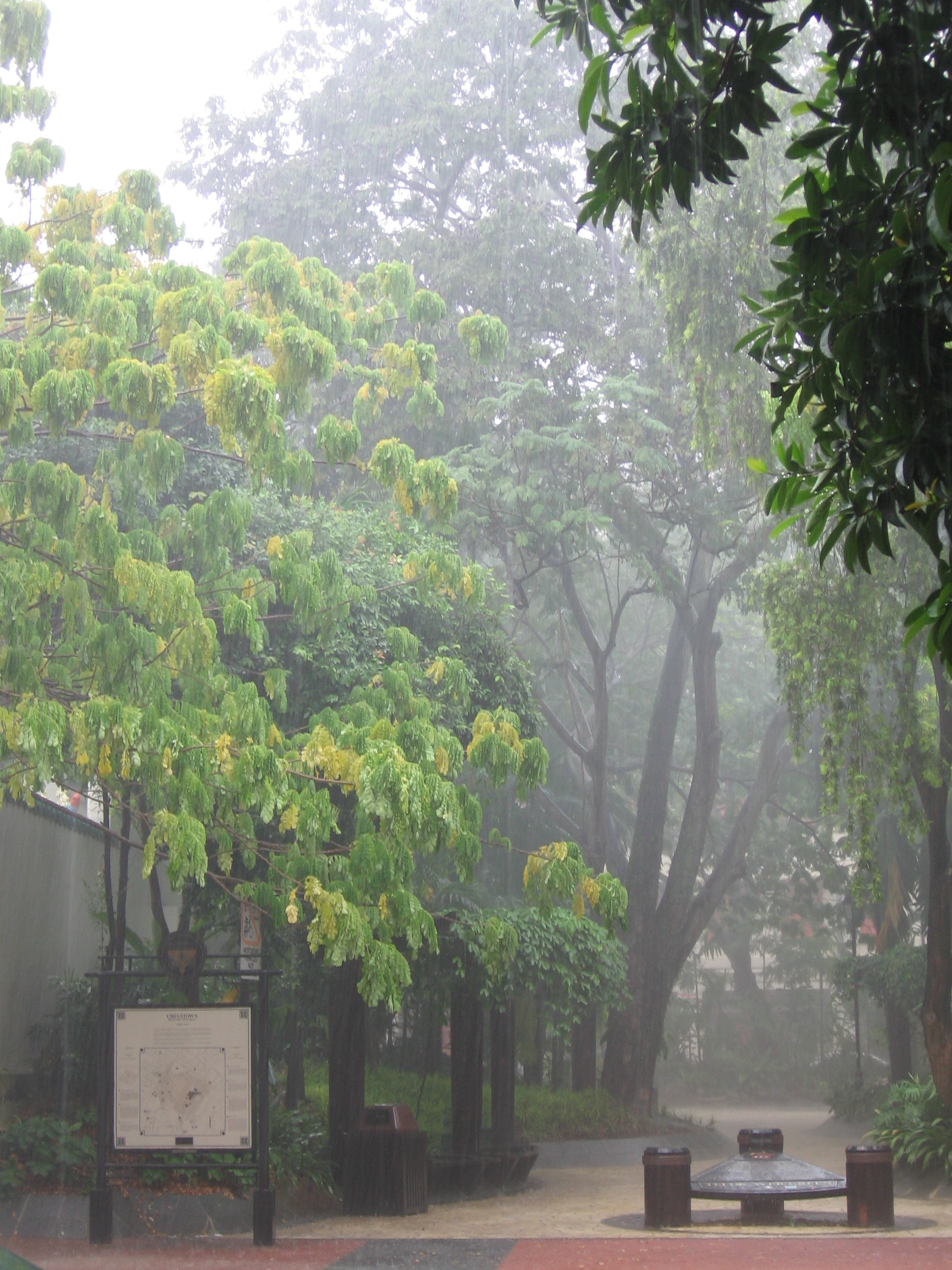
赤道に近いシンガポールでは、午後になると雷雨に見舞われることが多い

シンガポールは赤道から北に1.5度ほど外れており、北緯1度線と2度線の間に位置する。気候はケッペンの気候区分で熱帯雨林気候（Af）に分類され、はっきりとした季節は存在しない。地理的位置や海に面した特性から、気温や気圧が一定で、湿度が高く、雨が多いのが特徴である。平均年間降水量は2,340mmほど。24時間降水量として記録上最大を記録したのが、1978年12月2日のパヤ・レバーにおける512.4mmで、467mm（1969年）、366mm（2006年12月19日）と続く。
気温は概ね最低25℃、最高33℃の間で推移している。年間では5月が最も暑く、次いで6月が暑い。これは、この時期の日差しが強く、風があまり吹かないからである。最高気温記録は、1983年4月17日の37.0℃。最低気温記録は1989年2月14日にパヤ・レバーで観測された19.0℃。33.2℃を超えることは多く、ときには35℃に達することもある。
相対湿度は、早朝の90％台興南から昼過ぎの60％前後まで一日においても変動があるが、50％を下回ることもある。長時間大雨が続くと、相対湿度は100％になることもある。一般に、雨蔭効果により、シンガポール島では西部の方が東部よりも降水量が多い。そのため、東部は西部よりも乾燥しており、やや暑い。ゆえに、島内であっても地域によって若干の天候の差が生じることがあり、一地区が晴れていても、他方では雨が降っていることがある。ブキッ・ティマのような小さな丘であっても例外ではないため、注意が必要である。
さらに、年に2回訪れるモンスーンが、年の気候に変化を与えている。そのうちの1回は11月中旬から3月上旬にかけて発生する北東のモンスーン、もう1回は6月から9月にかけて発生する南西のモンスーンである。モンスーンに挟まれた季節は、雨風が少なくなる。特に北東のモンスーンの時期は、北東の風が強く吹き、ときに時速20kmに達することもある。12月と1月は曇りがちで、午後に雨が降ることも多い。
1日から3日にかけて、広範囲にわたって中程度の大雨が降ることがある。2月から3月上旬は比較的乾燥しているが、それでも降水量は120mmを超える。また、年間を通じて風が強く、1月と2月には風速が時速30〜50kmに達することもある。南西のモンスーンの時期には南東の風が吹き、午前中から午後にかけて、雨が降ったり止んだりを繰り返す。早朝には、スマトラ島付近で発生するスコールライン、スマトラスコールがよくみられる。
| シンガポール（1991年 - 2020年）の気候 | シンガポール（1991年 - 2020年）の気候 | シンガポール（1991年 - 2020年）の気候 | シンガポール（1991年 - 2020年）の気候 | シンガポール（1991年 - 2020年）の気候 | シンガポール（1991年 - 2020年）の気候 | シンガポール（1991年 - 2020年）の気候 | シンガポール（1991年 - 2020年）の気候 | シンガポール（1991年 - 2020年）の気候 | シンガポール（1991年 - 2020年）の気候 | シンガポール（1991年 - 2020年）の気候 | シンガポール（1991年 - 2020年）の気候 | シンガポール（1991年 - 2020年）の気候 | シンガポール（1991年 - 2020年）の気候 |
| 月                                    | 1月                                   | 2月                                   | 3月                                   | 4月                                   | 5月                                   | 6月                                   | 7月                                   | 8月                                   | 9月                                   | 10月                                  | 11月                                  | 12月                                  | 年                                    |
| ------------------------------------- | ------------------------------------- | ------------------------------------- | ------------------------------------- | ------------------------------------- | ------------------------------------- | ------------------------------------- | ------------------------------------- | ------------------------------------- | ------------------------------------- | ------------------------------------- | ------------------------------------- | ------------------------------------- | ------------------------------------- |
| 最高気温記録 °C （°F）                | 35.2 (95.4)                           | 35.2 (95.4)                           | 36.0 (96.8)                           | 35.8 (96.4)                           | 35.4 (95.7)                           | 35.0 (95)                             | 34.0 (93.2)                           | 34.2 (93.6)                           | 34.4 (93.9)                           | 34.6 (94.3)                           | 34.4 (93.9)                           | 33.8 (92.8)                           | 36.0 (96.8)                           |
| 平均最高気温 °C （°F）                | 30.6 (87.1)                           | 31.5 (88.7)                           | 32.2 (90)                             | 32.4 (90.3)                           | 32.3 (90.1)                           | 31.9 (89.4)                           | 31.4 (88.5)                           | 31.4 (88.5)                           | 31.6 (88.9)                           | 31.8 (89.2)                           | 31.2 (88.2)                           | 30.5 (86.9)                           | 31.6 (88.9)                           |
| 日平均気温 °C （°F）                  | 26.8 (80.2)                           | 27.3 (81.1)                           | 27.8 (82)                             | 28.2 (82.8)                           | 28.6 (83.5)                           | 28.5 (83.3)                           | 28.2 (82.8)                           | 28.1 (82.6)                           | 28.0 (82.4)                           | 27.9 (82.2)                           | 27.2 (81)                             | 26.8 (80.2)                           | 27.8 (82)                             |
| 平均最低気温 °C （°F）                | 24.3 (75.7)                           | 24.6 (76.3)                           | 24.9 (76.8)                           | 25.3 (77.5)                           | 25.7 (78.3)                           | 25.7 (78.3)                           | 25.4 (77.7)                           | 25.3 (77.5)                           | 25.2 (77.4)                           | 25.0 (77)                             | 24.6 (76.3)                           | 24.3 (75.7)                           | 25.0 (77)                             |
| 最低気温記録 °C （°F）                | 19.4 (66.9)                           | 19.7 (67.5)                           | 20.2 (68.4)                           | 20.7 (69.3)                           | 21.2 (70.2)                           | 20.8 (69.4)                           | 19.7 (67.5)                           | 20.2 (68.4)                           | 20.7 (69.3)                           | 20.6 (69.1)                           | 21.1 (70)                             | 20.6 (69.1)                           | 19.4 (66.9)                           |
| 雨量 mm （inch）                      | 221.6 (8.724)                         | 105.1 (4.138)                         | 151.7 (5.972)                         | 164.3 (6.469)                         | 164.3 (6.469)                         | 135.3 (5.327)                         | 146.6 (5.772)                         | 146.9 (5.783)                         | 124.9 (4.917)                         | 168.3 (6.626)                         | 252.3 (9.933)                         | 331.9 (13.067)                        | 2,113.2 (83.197)                      |
| 平均降雨日数 （≥0.2 mm）              | 13                                    | 9                                     | 12                                    | 15                                    | 15                                    | 13                                    | 14                                    | 14                                    | 13                                    | 15                                    | 19                                    | 19                                    | 171                                   |
| % 湿度                                | 83.5                                  | 81.2                                  | 81.7                                  | 82.6                                  | 82.3                                  | 80.9                                  | 80.9                                  | 80.7                                  | 80.7                                  | 81.5                                  | 84.9                                  | 85.5                                  | 82.2                                  |
| 平均月間日照時間                      | 180.4                                 | 198.6                                 | 196.6                                 | 182.4                                 | 184.8                                 | 175.4                                 | 188.5                                 | 184.6                                 | 161.4                                 | 155.0                                 | 133.2                                 | 133.1                                 | 2,074                                 |
| 出典1：National Environment Agency    |                                       |                                       |                                       |                                       |                                       |                                       |                                       |                                       |                                       |                                       |                                       |                                       |                                       |
| 出典2：NOAA (sun only, 1991–2020)     |                                       |                                       |                                       |                                       |                                       |                                       |                                       |                                       |                                       |                                       |                                       |                                       |                                       |

### 気候変動対策
シンガポールでは、今後10年の気候変動が、大きな影響を与えるといわれている。そのため、具体的にどのような影響を受けるのかを調査し、緩和策を講じ、来たるべき変化に適応する、という3段階を踏んだアプローチがとられている。気候変動の研究のため、シンガポール気候研究センター（CCRS）が設立された。
政府は気候変動問題に対処するため、100年間で1,000億ドルを費やす必要があると見積もっている。2020年の予算では、海岸線・洪水防止基金の設立に向け、50億ドルが充てられた。国民に対しては、電気自動車（EV）転換のインセンティブとして、追加登録料の払い戻しやEV充電ネットワークの拡大などが行われる予定である。2040年までに、ガソリン車とディーゼル車といった内燃機関で動く自動車を段階的に廃止する。交通政策としては、通勤者の多くが公共交通機関（MRT、バス、タクシー）を利用する「カーライト」政策が引き続き推進される。
また、シンガポールは、年間25,000トン以上の二酸化炭素を排出する企業に対して、東南アジアで初めて1トンあたり5ドルの炭素税を課した国である。化石燃料への依存を減らすため、トゥアスのテンゲ貯水池には世界最大級の浮体式太陽光発電所（発電容量60MW）が建設中である。

## 標準時
シンガポールはサマータイム（DST）を採用していないが、UTC+8の標準時を採用しており、地理的な標準時間帯より1時間進んでいる。
| 日照時間      | 日照時間      | 日照時間      |
| 2月           | 7月           | 11月          |
| ------------- | ------------- | ------------- |
| 07:16 – 19:20 | 07:05 – 19:16 | 06:46 - 18:50 |

## 地質
火成岩がブキッ・ティマやウッドランズ、ウビン島でみられる。火成岩の大部分は花崗岩であるが、斑糲岩も存在し、斑糲岩が発見されたブキ・ゴンバック地区は、中国南部の桂林からとってリトル桂林の異名がついている。シンガポール西部や南西部は堆積岩が多く、主に砂岩や泥岩が占めている。また、北東部やテコン島では変成岩がみられ、主に珪岩から構成され、サジャハ層を形成している。

### 地震活動
シンガポールは最も近い主要な活断層（インドネシアのスマトラ断層とスンダ断層）であっても数百キロメートル離れており、地震のリスクに対しては比較的安全であるといえる。地震の発生は珍しいことではないが、小さな揺れや物の振動に留まるため、住民や建物に被害が出ることはほとんどない。
2004年末、アジア・アフリカの一部はスマトラ島沖地震とその津波の被害を受けた。しかし、シンガポールはスマトラ島の裏側にあたるため津波の被害は受けず、地震の揺れも高層階で感じられる程度にとどまった。

## 政治・人文地理

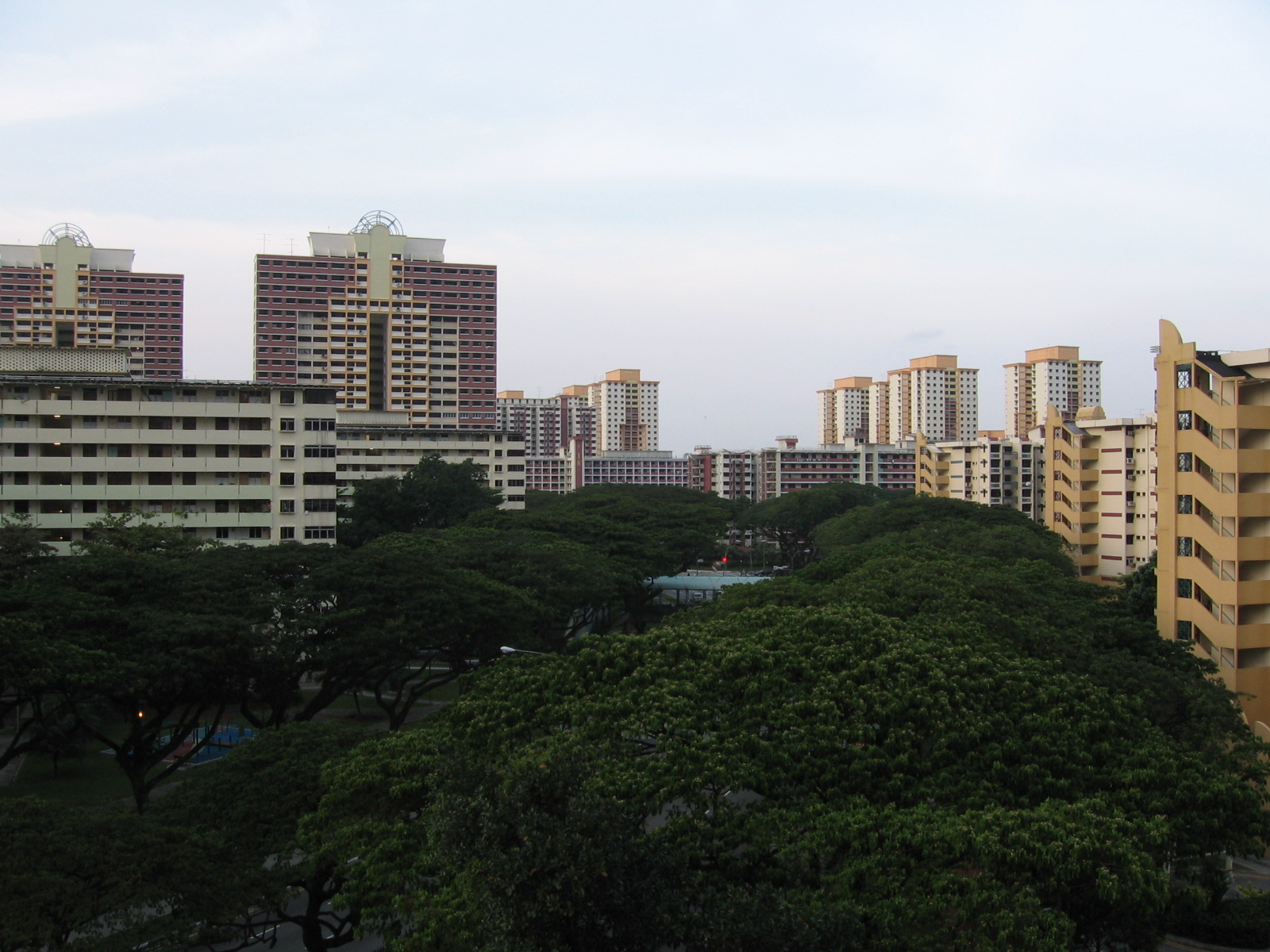
シンガポールの土地利用は、国民の大半が居住するHDBの団地に多く割かれていることが特徴である

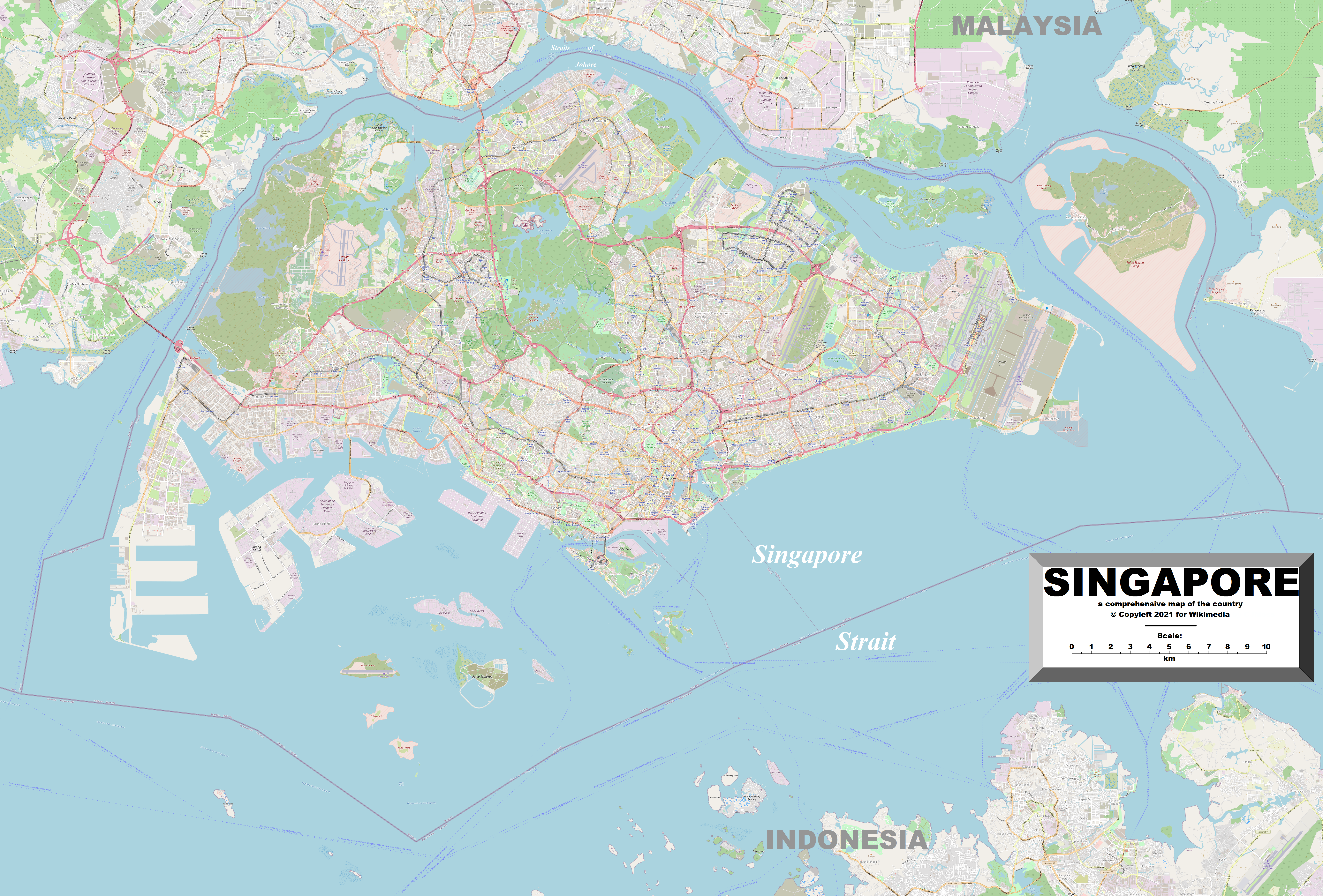
シンガポールの詳細地図

シンガポールがイギリスの植民地となった当初、市街地のシティ・オブ・シンガポールは南岸のシンガポール川河口付近に存在した。この地域は、現在でもシンガポールの中心である。島の残りの部分は農地や原生雨林であった。しかし、1960年代以降、政府はこれらの地域に多くのニュータウンを建設し、現在ではリムチューカンや開発中の埋め立て地など一部の例外を除いて、島内のほぼ全域が高度に都市化された状態にある。
シンガポールには何種類かの行政区分があり、行政や統計の目的で使用される。政治的には、シンガポールには5つの社会開発協議会が置かれており、その下はさらに単独選挙区、集団選挙区に細分化される。ただし、他国でみられるように、場所を表現する際に行政区分を用いる習慣はシンガポールにはない。また、選挙区は選挙の度に変動するため、この区分が必ずしも地元の認識と一致しているわけでもない。都市再開発庁は計画地域と呼ばれる地域区分を設定し、都市計画や国勢調査に用いているが、これも一般の認識とはずれている場合がある。ニュータウンは所在する地域とは別に認識されることが多い。例えばチョンバルの行政区域には住宅開発庁（HDB）が開発したブキッ・メラが含まれるが、一般の認識では両者は別個として捉えられている。
都市再開発庁は、都市計画を担う政府機関として、都市国家であるシンガポールにおいて重要な、交通利便性の維持、効率的な土地利用、公害の最小化の実現を目指している。これに向けて、55ある計画地域ごとに開発ガイドラインがつくられている。
中心市街地では自動でロードプライシングが実施されており、交通渋滞緩和に貢献している。中心部を離れると、住宅開発局の住宅団地やコンドミニアムが多く、商業施設もそれほど密集していないため、交通量は少ない。しかし、中心部への負担を軽減するため、地区センターがいくつか開発され、そこに商業施設が設けられている。
軽工業の工業地区は島中に分布しており、HDBの住宅と同様団地として建設されている。ただし、無公害に近いものしかほとんど認められておらず、重工業はジュロンやジュロン島周辺に置かれている。
マレーシアとのジョホール州とは2つの連絡路がある。北側には鉄道と道路の両方が通るコーズウェイがあり、ジョホールバルと接続している。また、西側には道路橋のセカンドリンクがあり、道路のみであるが同様にマレーシアと接続されている。これらはマレーシアにとって重要な経済的リンクであり、マレーシア側は後背地として発展している。
全長1,038mのコーズウェイは、1909年にジョホール州鉄道が、当時東南アジアにおけるイギリス支配地域の行政中心であったシンガポールと、ジョホールバルを結ぶ鉄道路線として建設された。道路部分は1919年に着工し、1923年に完成した。このコーズウェイは、ジョホール海峡に泥を堆積させるなど、生態系の問題を引き起こしている。このため、マレーシア側は全面的に橋へ置き換えることを提案したがシンガポール側が拒否しており、代わりに土手の半分を「曲がった半橋」に置き換える案が提示されている。
シンガポールには天然の淡水河川や湖沼がないため、生活用水の主な水源は雨水である。しかし、淡水の需要は降水量の約2倍あり、シンガポールは水の多くをマレーシアやインドネシアから輸入している。そのため、国内には、森林や都市から集約された雨水、再生水などを貯留する貯水池を建設し、輸入への依存度を減らす取り組みがなされている。また、トゥアスの西岸には海水の淡水化工場が3つ建設されており、さらに2つの工場が建設中である。この淡水化により、2060年にはシンガポールの水需要の少なくとも30％を担うことが期待されている。近年は、逆浸透膜を使って濾過処理を施す、NEWaterと呼ばれるリサイクル水製造が実現しており、政府は島内3箇所に工場を設置している。
シンガポールには300以上の公園や4つの自然保護区があるほか、多くの樹木が植えられており、国土の50％近くが緑に覆われている。そのため、シンガポールは「ガーデンシティ」とも呼ばれる。
シンガポールは気候変動に非常に脆弱で、特に海面上昇は、長期的に見ると国の存続に関わる大きな脅威となり得る。

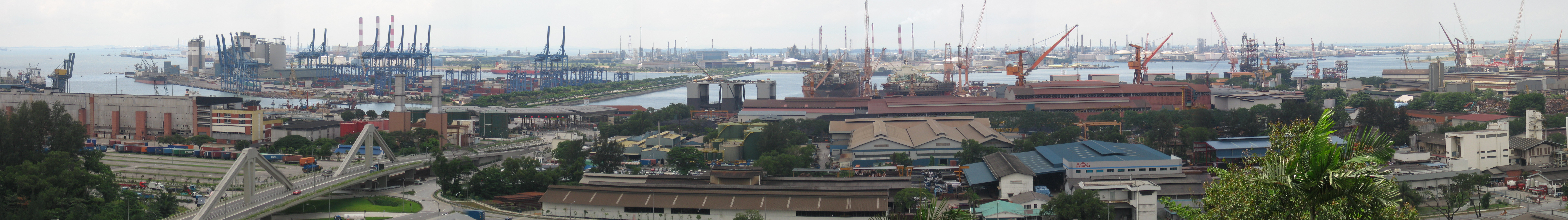
ジュロン工業団地、背後にはジュロン島が広がる